# 鄭乾柱
鄭乾柱（韓語：정건주，1995年5月26日—），另譯鄭墘柱、鄭建柱，韓國男演員。

## 經歷
2017年出演DAY6《I Like You》的音樂錄影帶正式出道，2018年開始活躍於網路劇，出演《花樣結局》、《WHY：你被戀人甩的真正理由》等網路劇被观众熟知。2019年在電視劇《意外發現的一天》首次擔任主演群之一，2023年出演電影处女作《魯蛇大翻身》。

## 演出作品

### 電視劇
| 年份   | 平台      | 劇名                           | 角色         | 備註 |
| 2018年 | KBS2      | 《Drama Special—金槍魚和海豚》 | 趙宇振       | 主演 |
| 2018年 | SBS       | 《要先接吻嗎？》               | 休息區男子   | 客串 |
| 2018年 | JTBC      | 《第3種魅力》                  | 人氣男星MJ   | 客串 |
| 2019年 | MBC       | 《意外發現的一天》             | 李道華       | 主演 |
| 2020年 | tvN       | 《Oh My Baby》                 | 崔江         | 主演 |
| 2020年 | tvN       | 《女神降臨》                   | 柳亨鎮       | 客串 |
| 2021年 | JTBC      | 《月刊家》                     | 申謙         | 配角 |
| 2023年 | SBS       | 《花書生熱愛史》               | 丁柳嘏／李謙 | 主演 |
| 2024年 | MBC       | 《我們家》                     | 文泰伍       | 配角 |
| 2024年 | Channel A | 《Check-In 漢陽》              | 天俊貨       | 主演 |
| 2025年 | TVING     | 《我死的一週前》               | 李弘錫       | 配角 |
| 2025年 | Netflix   | 《無赦之仇》                   | 千海范       | 配角 |

### 網路劇
| 年份   | 播放平台        | 劇名                          | 角色         | 性質     |
| 2018年 | PLAYLIST        | 《A-TEEN》                    | 崔雄         | 客串     |
| 2018年 | PLAYLIST        | 《花樣結局》                  | 崔雄         | 主演     |
| 2018年 | Studio Lululala | 《상사세끼 시즌2》            | 實習生       | 主演     |
| 2018年 | PLAYLIST        | 《WHY：你被戀人甩的真正理由》 | 차연우       | 主演     |
| 2019年 | PLAYLIST        | 《最棒的結局》                | 崔雄         | 主演     |
| 2022年 | Disney+         | 《第六感之吻》                | 藝述的前男友 | 特別出演 |
| 2025年 | TVING           | 《我死的一週前》              | 李弘錫       | [ 7 ]    |
| 2025年 | Netflix         | 《無赦之仇》                  | 千海范       | 配角     |

### 电影
| 年份   | 片名           | 角色   | 性質 |
| 2023年 | 《魯蛇大翻身》 | 郑康昊 | 主演 |

### 音樂錄影帶
| 年份   | 歌手 | 歌曲                        | 合作藝人 | 備註  |
| 2017年 | DAY6 | 《I Like You (좋아합니다)》 | 朴圭瑛   | [ 8 ] |